# 1698
Il 1698 (MDCXCVIII in numeri romani) è un anno  del XVII secolo.

## Eventi
- Thomas Savery inventa la prima macchina a vapore per uso pratico.
- Pubblicato Istoria della volgar poesia di Giovanni Mario Crescimbeni.
- San Prospero da Centuripe diviene santo protettore e patrono della bellissima cittadina di Centuripe.

## Nati

### Gennaio
- 3 gennaio - Pietro Metastasio, poeta, librettista e drammaturgo italiano († 1782)
- 18 gennaio - Alexander Drummond, diplomatico e viaggiatore scozzese († 1769)
- 20 gennaio - Ferdinand Julius von Troyer, cardinale e vescovo cattolico austriaco († 1758)
- 21 gennaio - Augusta Luisa di Württemberg-Oels, nobile tedesca († 1739)
- 26 gennaio - Pietro Antonio Raimondi, vescovo cattolico italiano († 1768)
- 31 gennaio - Giovannetta Antonietta di Sassonia-Eisenach, principessa († 1726)

### Febbraio
- 1º febbraio - Colin Maclaurin, matematico scozzese († 1746)
- 4 febbraio - Enrico Augusto de la Motte Fouqué, generale tedesco († 1774)
- 5 febbraio - Germain-François Poullain de Saint-Foix, scrittore e drammaturgo francese († 1776)
- 15 febbraio - Charles Morton, pastore protestante inglese († 1698)
- 16 febbraio - Pierre Bouguer, matematico, geofisico e geodeta francese († 1758)
- 16 febbraio - Johann Elias Ridinger, incisore, pittore e editore tedesco († 1767)
- 17 febbraio - Benoît Audran detto il Giovane, incisore francese († 1772)
- 20 febbraio - Bernardo Tanucci, giurista e politico italiano († 1783)
- 22 febbraio - Giovanni Battista de' Rossi, presbitero italiano († 1764)
- 28 febbraio - Sigismund III von Schrattenbach, arcivescovo cattolico austriaco († 1771)

### Marzo
- 8 marzo - Pierre-Jules-César de Rochechouard-Montigny, vescovo cattolico francese († 1781)
- 12 marzo - Bartolomeo Cordans, compositore italiano († 1757)
- 19 marzo - Giuseppe Gallarati, vescovo cattolico italiano († 1767)
- 23 marzo - Thomas Fermor, I conte di Pomfret, nobile inglese († 1753)
- 26 marzo - Václav Prokop Diviš, presbitero, teologo e scienziato ceco († 1765)

### Aprile
- 18 aprile - Lorenzo Boturini Bernaducci, storico, antiquario e etnologo italiano († 1749)

### Maggio
- 1º maggio - Jacques-Bonne Gigault de Bellefonds, arcivescovo cattolico francese († 1746)
- 1º maggio - Francesco Robba, scultore italiano († 1757)
- 8 maggio - Henry Baker, naturalista e scrittore britannico († 1774)
- 11 maggio - Pierre Contant d'Ivry, architetto francese († 1777)
- 24 maggio - Giovanni di Birkenfeld-Gelnhausen, nobile tedesco († 1780)
- 29 maggio - Edmé Bouchardon, scultore francese († 1762)
- 31 maggio - Gaetano Maria Travasa, religioso e storico italiano († 1774)

### Giugno
- 15 giugno - Georg von Browne, generale britannico († 1792)

### Luglio
- 2 luglio - Francesco III d'Este, nobile italiano († 1780)
- 8 luglio - Nicolò Maria Antonelli, cardinale e orientalista italiano († 1767)
- 11 luglio - Jean-Michel Chevotet, architetto francese († 1772)
- 19 luglio - Johann Jakob Bodmer, scrittore svizzero († 1783)

### Agosto
- 2 agosto - Giovanni Miazzi, architetto italiano († 1797)
- 11 agosto - Franz Xaver Feuchtmayer, stuccatore tedesco († 1764)
- 13 agosto - Luisa Adelaide di Borbone-Orléans, nobile francese († 1743)
- 14 agosto - Baldassarre Maria Remondini, vescovo cattolico e scrittore italiano († 1777)
- 21 agosto - Giuseppe Coppola, vescovo cattolico italiano († 1767)
- 21 agosto - Giuseppe Guarneri del Gesù, liutaio italiano († 1744)
- 22 agosto - Ricciarda Gonzaga, nobile italiana († 1768)
- 24 agosto - Erik Pontoppidan, teologo, zoologo e vescovo luterano danese († 1764)
- 28 agosto - Friedrich von Spörcken, generale tedesco († 1776)

### Settembre
- 7 settembre - Pietro e Girolamo Ballerini, presbitero, teologo e filologo italiano († 1769)
- 8 settembre - Federica Carlotta d'Assia-Darmstadt, principessa († 1777)
- 14 settembre - Charles François de Cisternay du Fay, chimico francese († 1739)
- 15 settembre - Pier Francesco Guala, pittore italiano († 1757)
- 21 settembre - François Francœur, compositore, direttore d'orchestra e violinista francese († 1787)
- 26 settembre - William Cavendish, III duca di Devonshire, nobile e politico inglese († 1755)
- 28 settembre - Pierre-Louis Moreau de Maupertuis, matematico, fisico e filosofo francese († 1759)
- 30 settembre - Ignazio Michele Crivelli, cardinale e arcivescovo cattolico italiano († 1768)
- 30 settembre - Girolamo Lagomarsini, umanista e filologo italiano († 1773)

### Ottobre
- 2 ottobre - Aleksandr Grigor'evič Stroganov, politico e ufficiale russo († 1754)
- 3 ottobre - Giuseppe Candido Agudio, religioso e letterato italiano († 1765)
- 5 ottobre - Francesco Oradini, scultore e architetto italiano († 1754)
- 9 ottobre - Giuseppe de Porcaris, musicista italiano († 1772)
- 12 ottobre - Gian Paolo Timoleone di Cossé-Brissac, militare francese († 1780)
- 13 ottobre - Giacomo Ceruti, pittore italiano († 1767)
- 22 ottobre - Nicola Bonifacio Logroscino, compositore italiano
- 23 ottobre - Ange-Jacques Gabriel, architetto francese († 1782)
- 26 ottobre - Domenico Andrea Cavalcanti, arcivescovo cattolico italiano († 1769)
- 30 ottobre - Paul Troger, pittore austriaco († 1762)

### Novembre
- 8 novembre - Alberico Archinto, cardinale e arcivescovo cattolico italiano († 1758)
- 11 novembre - Alberto Radicati di Passerano, filosofo italiano († 1737)
- 22 novembre - Pierre de Rigaud de Vaudreuil-Cavagnal, funzionario e militare francese († 1778)
- 24 novembre - Charles Douglas, III duca di Queensberry, politico scozzese († 1778)
- 28 novembre - Charlotta Frölich, scrittrice, storica e agronoma svedese († 1770)
- 29 novembre - Johann Faccius, teologo, filosofo e filologo tedesco († 1775)

### Dicembre
- 10 dicembre - Giovanni Ferrini, cembalaro italiano († 1758)
- 14 dicembre - Federico Luigi di Württemberg, nobile tedesco († 1731)
- 23 dicembre - Antonio Bonazza, scultore italiano († 1763)
- 24 dicembre - William Warburton, scrittore, critico letterario e vescovo anglicano inglese († 1779)
- 26 dicembre - Filippo della Valle, scultore italiano († 1768)

### Senza giorno specificato
- Giuseppe Antonio Arconati Visconti, nobile, diplomatico e mecenate italiano († 1763)
- Ba'al Shem Tov, rabbino e mistico polacco († 1760)
- Robert Benet de Montcarville, matematico francese († 1771)
- Giovanna Agnese Berthelot de Pleneuf, nobile francese († 1727)
- Antonio Bioni, compositore e cantante italiano († 1739)
- Carlo Borsetti, pittore italiano († 1759)
- Carlo Antonio Broggia, economista e mercante italiano († 1767)
- Giovanni Battista Busiri, pittore italiano († 1757)
- José de Carvajal y Lancaster, politico spagnolo († 1754)
- Giovanni Caselli, decoratore italiano († 1752)
- Pëtr Michailovič Eropkin, architetto russo († 1740)
- José Joaquín de Montealegre, diplomatico e politico spagnolo († 1771)
- Jacobus Houbraken, incisore olandese († 1780)
- Jean-Baptiste Cope, politico nativo americano († 1760)
- Koca Mehmed Ragıp Pascià, politico ottomano († 1763)
- John Leslie, X conte di Rothes, ufficiale scozzese († 1767)
- Giambattista Lolli, scacchista italiano († 1769)
- Étienne Mignot, teologo francese († 1771)
- Giacomo Nani, pittore italiano († 1755)
- Giovanni Battista Natali, scultore e pittore italiano († 1768)
- Anton Joseph von Prenner, pittore e disegnatore austriaco († 1761)
- Edward Henry Rich, VII conte di Warwick, conte britannico († 1721)
- Pëtr Semënovič Saltykov, generale russo († 1772)
- Stanisław Potocki, nobile e politico polacco († 1760)
- Angiola Tavella, pittrice italiana († 1746)
- Teodosio V Dahan, patriarca cattolico libanese († 1788)
- Giacomo Zanetti, architetto italiano († 1735)
- Anne Julie de Melun, nobile francese († 1724)
- Alasdair MacMhaighstir Alasdair, poeta e lessicografo scozzese († 1770)

## Morti

### Gennaio
- 10 gennaio - Antonio Fineschi da Radda, poeta e drammaturgo italiano (n. 1634)
- 10 gennaio - Louis-Sébastien Le Nain de Tillemont, storico francese (n. 1637)
- 14 gennaio - Jacques Pradon, drammaturgo e scrittore francese (n. 1632)
- 15 gennaio - Girolamo Borghesi, vescovo cattolico italiano (n. 1616)
- 15 gennaio - Orazio Roberto Pucci, nobile italiano (n. 1625)
- 20 gennaio - Giannicolò Conti, cardinale e vescovo cattolico italiano (n. 1617)
- 21 gennaio - Johann Philipp Treffler, artigiano tedesco (n. 1625)
- 22 gennaio - Federico Casimiro Kettler, duca (n. 1650)
- 23 gennaio - Ernesto Augusto di Brunswick-Lüneburg, vescovo luterano tedesco (n. 1629)

### Febbraio
- 28 febbraio - Nicolò Minato, poeta, librettista e impresario teatrale italiano

### Marzo
- 6 marzo - Philip Sidney, III conte di Leicester, nobile e politico inglese (n. 1619)
- 8 marzo - Federico II Gonzaga di Luzzara, nobile italiano (n. 1636)
- 11 marzo - Anton Goubau, pittore fiammingo (n. 1616)
- 14 marzo - Claes Rålamb, politico svedese (n. 1622)
- 16 marzo - Leonora Cristina Ulfeldt, contessa (n. 1621)

### Aprile
- 5 aprile - Flavio Orsini, duca italiano (n. 1620)
- 6 aprile - Caterina di Bar, religiosa francese (n. 1614)
- 9 aprile - Gilbert de Sève, pittore francese (n. 1615)
- 11 aprile - Charles Morton, pastore protestante inglese (n. 1698)
- 27 aprile - Jacopo Chiavistelli, pittore e scenografo italiano (n. 1621)

### Maggio
- 3 maggio - Federico III di Wied, nobile tedesco (n. 1618)
- 26 maggio - Luigi II d'Este, nobile italiano (n. 1648)

### Giugno
- 5 giugno - Domenico Minio, vescovo cattolico italiano (n. 1628)
- 5 giugno - Elizabeth Murray, II contessa di Dysart, nobildonna scozzese (n. 1626)
- 11 giugno - Balthasar Bekker, presbitero, filosofo e teologo olandese (n. 1634)
- 21 giugno - John Arundell, II barone Arundell di Trerice, politico inglese (n. 1649)
- 29 giugno - Paluzzo Paluzzi Altieri degli Albertoni, cardinale e arcivescovo cattolico italiano (n. 1623)

### Luglio
- 9 luglio - Live Larsdatter, farmacista danese (n. 1575)
- 12 luglio - Giovanni Giustino Ciampini, storico, matematico e giornalista italiano (n. 1633)
- 13 luglio - Charles Somerset, marchese di Worcester, nobile inglese (n. 1660)
- 18 luglio - Carlo Rinaldini, matematico, ingegnere militare e filosofo italiano (n. 1615)
- 29 luglio - Bartolomeo Gradenigo, vescovo cattolico italiano (n. 1636)
- 30 luglio - Giovanni Battista Merano, pittore italiano (n. 1632)

### Agosto
- 5 agosto - Johann Philipp Bettendorff, gesuita, missionario e pittore lussemburghese (n. 1625)
- 29 agosto - José Sanz de Villaragut, vescovo cattolico spagnolo (n. 1633)

### Settembre
- 3 settembre - Robert Howard, nobile e politico inglese (n. 1626)
- 10 settembre - Francesco D'Andrea, giurista, filosofo e politico italiano (n. 1625)

### Ottobre
- 4 ottobre - Andrea Malinconico, pittore italiano (n. 1635)
- 6 ottobre - Johann Carl Loth, pittore tedesco (n. 1632)
- 10 ottobre - Ettore Secondino Albergante, presbitero, poeta e musicista italiano (n. 1614)
- 11 ottobre - William Molyneux, scienziato e scrittore irlandese (n. 1656)
- 11 ottobre - Merfizonlu Hacı Ali Pascià, politico ottomano
- 24 ottobre - Daniel de Rémy de Courcelles, politico francese (n. 1626)
- 28 ottobre - Francesco Ruggieri, liutaio italiano

### Novembre
- 4 novembre - Rasmus Bartholin, fisico, medico e scienziato danese (n. 1625)
- 10 novembre - Giovanni Giorgio II di Sassonia-Eisenach, nobile tedesco (n. 1665)
- 13 novembre - Giovanni di Leiningen-Dagsburg-Falkenburg, nobiluomo tedesco (n. 1662)
- 13 novembre - Philipp von Zesen, poeta e scrittore tedesco (n. 1619)
- 17 novembre - Ataullah Muhammad Shah II di Kedah, sovrano malese
- 17 novembre - Cristiano di Schleswig-Holstein-Sonderburg-Glücksburg, duca (n. 1627)
- 19 novembre - Petro Dorofijovyč Dorošenko, militare ucraino (n. 1627)
- 28 novembre - Louis de Buade de Frontenac, funzionario francese (n. 1622)

### Dicembre
- 1º dicembre - Ferdinando Giuseppe di Dietrichstein, nobile austriaco (n. 1628)
- 7 dicembre - Andrea Guarneri, liutaio italiano (n. 1626)
- 13 dicembre - Zbigniew Morsztyn, poeta, scrittore e traduttore polacco (n. 1628)
- 14 dicembre - Johann Gottfried von Guttenberg, vescovo cattolico tedesco (n. 1645)
- 16 dicembre - Simone Pignoni, pittore e scultore italiano (n. 1611)
- 21 dicembre - Francesco Scala, pittore italiano (n. 1643)
- 26 dicembre - Volfango Giulio di Hohenlohe-Neuenstein, conte tedesco (n. 1622)
- 27 dicembre - Francesco Negri, presbitero, esploratore e scrittore italiano (n. 1623)
- 29 dicembre - Enrico Alberto di Cossé-Brissac, nobile francese (n. 1645)

### Senza giorno specificato
- Nan Tharat, sovrano laotiano
- Nicholas Barbon, economista inglese (n. 1640)
- Gerrit Adriaenszoon Berckheyde, pittore olandese (n. 1638)
- George Berkeley, I conte di Berkeley, politico inglese (n. 1628)
- Jacques Blondeau, incisore fiammingo (n. 1655)
- Giuseppe Branciforte, principe di Leonforte, nobile e politico italiano (n. 1614)
- Giovanni Stefano Caramia, pittore italiano (n. 1630)
- Charles-Jean-François Chéron, medaglista francese (n. 1635)
- Oberto Della Torre, doge italiano (n. 1617)
- Marie Champmeslé, attrice teatrale francese (n. 1642)
- Michelangelo Fracanzani, attore teatrale e pittore italiano (n. 1638)
- Johann Heinrich Heidegger, teologo svizzero (n. 1633)
- Girolamo Lucenti, scultore italiano (n. 1627)
- Richard Morton, medico inglese (n. 1637)
- Giannettino Odone, doge (n. 1626)
- Giuseppe Orceoli, giurista italiano (n. 1622)
- Françoise Pascal, poetessa, drammaturga e pittrice francese (n. 1632)
- Giacomo Pignatelli, teologo italiano (n. 1625)
- Gaudenzio Sceti, scultore e incisore italiano
- Justus Vingboons, architetto olandese
- Girolamo Vitali, astrologo, matematico e religioso italiano (n. 1623)
- Lawrence Washington, militare e politico statunitense (n. 1659)
- Bozoklu Mustafa Pascià, politico e militare ottomano (n. 1638)

## Calendario
| Calendario 1698 | Calendario 1698 | Calendario 1698 | Calendario 1698 | Calendario 1698 | Calendario 1698 | Calendario 1698 | Calendario 1698 | Calendario 1698 | Calendario 1698 | Calendario 1698 | Calendario 1698 | Calendario 1698 | Calendario 1698 | Calendario 1698 | Calendario 1698 | Calendario 1698 | Calendario 1698 | Calendario 1698 | Calendario 1698 | Calendario 1698 | Calendario 1698 | Calendario 1698 | Calendario 1698 | Calendario 1698 | Calendario 1698 | Calendario 1698 | Calendario 1698 | Calendario 1698 | Calendario 1698 | Calendario 1698 | Calendario 1698 | Calendario 1698 |
| --------------- | --------------- | --------------- | --------------- | --------------- | --------------- | --------------- | --------------- | --------------- | --------------- | --------------- | --------------- | --------------- | --------------- | --------------- | --------------- | --------------- | --------------- | --------------- | --------------- | --------------- | --------------- | --------------- | --------------- | --------------- | --------------- | --------------- | --------------- | --------------- | --------------- | --------------- | --------------- | --------------- |
|                 | 1               | 2               | 3               | 4               | 5               | 6               | 7               | 8               | 9               | 10              | 11              | 12              | 13              | 14              | 15              | 16              | 17              | 18              | 19              | 20              | 21              | 22              | 23              | 24              | 25              | 26              | 27              | 28              | 29              | 30              | 31              |                 |
| Gennaio         | Me              | Gi              | Ve              | Sa              | Do              | Lu              | Ma              | Me              | Gi              | Ve              | Sa              | Do              | Lu              | Ma              | Me              | Gi              | Ve              | Sa              | Do              | Lu              | Ma              | Me              | Gi              | Ve              | Sa              | Do              | Lu              | Ma              | Me              | Gi              | Ve              |                 |
| Febbraio        | Sa              | Do              | Lu              | Ma              | Me              | Gi              | Ve              | Sa              | Do              | Lu              | Ma              | Me              | Gi              | Ve              | Sa              | Do              | Lu              | Ma              | Me              | Gi              | Ve              | Sa              | Do              | Lu              | Ma              | Me              | Gi              | Ve              |                 |                 |                 |                 |
| Marzo           | Sa              | Do              | Lu              | Ma              | Me              | Gi              | Ve              | Sa              | Do              | Lu              | Ma              | Me              | Gi              | Ve              | Sa              | Do              | Lu              | Ma              | Me              | Gi              | Ve              | Sa              | Do              | Lu              | Ma              | Me              | Gi              | Ve              | Sa              | Do              | Lu              |                 |
| Aprile          | Ma              | Me              | Gi              | Ve              | Sa              | Do              | Lu              | Ma              | Me              | Gi              | Ve              | Sa              | Do              | Lu              | Ma              | Me              | Gi              | Ve              | Sa              | Do              | Lu              | Ma              | Me              | Gi              | Ve              | Sa              | Do              | Lu              | Ma              | Me              |                 |                 |
| Maggio          | Gi              | Ve              | Sa              | Do              | Lu              | Ma              | Me              | Gi              | Ve              | Sa              | Do              | Lu              | Ma              | Me              | Gi              | Ve              | Sa              | Do              | Lu              | Ma              | Me              | Gi              | Ve              | Sa              | Do              | Lu              | Ma              | Me              | Gi              | Ve              | Sa              |                 |
| Giugno          | Do              | Lu              | Ma              | Me              | Gi              | Ve              | Sa              | Do              | Lu              | Ma              | Me              | Gi              | Ve              | Sa              | Do              | Lu              | Ma              | Me              | Gi              | Ve              | Sa              | Do              | Lu              | Ma              | Me              | Gi              | Ve              | Sa              | Do              | Lu              |                 |                 |
| Luglio          | Ma              | Me              | Gi              | Ve              | Sa              | Do              | Lu              | Ma              | Me              | Gi              | Ve              | Sa              | Do              | Lu              | Ma              | Me              | Gi              | Ve              | Sa              | Do              | Lu              | Ma              | Me              | Gi              | Ve              | Sa              | Do              | Lu              | Ma              | Me              | Gi              |                 |
| Agosto          | Ve              | Sa              | Do              | Lu              | Ma              | Me              | Gi              | Ve              | Sa              | Do              | Lu              | Ma              | Me              | Gi              | Ve              | Sa              | Do              | Lu              | Ma              | Me              | Gi              | Ve              | Sa              | Do              | Lu              | Ma              | Me              | Gi              | Ve              | Sa              | Do              |                 |
| Settembre       | Lu              | Ma              | Me              | Gi              | Ve              | Sa              | Do              | Lu              | Ma              | Me              | Gi              | Ve              | Sa              | Do              | Lu              | Ma              | Me              | Gi              | Ve              | Sa              | Do              | Lu              | Ma              | Me              | Gi              | Ve              | Sa              | Do              | Lu              | Ma              |                 |                 |
| Ottobre         | Me              | Gi              | Ve              | Sa              | Do              | Lu              | Ma              | Me              | Gi              | Ve              | Sa              | Do              | Lu              | Ma              | Me              | Gi              | Ve              | Sa              | Do              | Lu              | Ma              | Me              | Gi              | Ve              | Sa              | Do              | Lu              | Ma              | Me              | Gi              | Ve              |                 |
| Novembre        | Sa              | Do              | Lu              | Ma              | Me              | Gi              | Ve              | Sa              | Do              | Lu              | Ma              | Me              | Gi              | Ve              | Sa              | Do              | Lu              | Ma              | Me              | Gi              | Ve              | Sa              | Do              | Lu              | Ma              | Me              | Gi              | Ve              | Sa              | Do              |                 |                 |
| Dicembre        | Lu              | Ma              | Me              | Gi              | Ve              | Sa              | Do              | Lu              | Ma              | Me              | Gi              | Ve              | Sa              | Do              | Lu              | Ma              | Me              | Gi              | Ve              | Sa              | Do              | Lu              | Ma              | Me              | Gi              | Ve              | Sa              | Do              | Lu              | Ma              | Me              |                 |